# Локалита Бањара (Ровиго)
Локалита Бањара је насеље у Италији у округу Ровиго, региону Венето.
Према процени из 2011. у насељу је живело 4 становника. Насеље се налази на надморској висини од -2 м.